# Невенка Костадинова
Невенка Костадинова е сръбски химик и политик от Сръбската прогресивна партия, от български произход.

## Биография
Родена през 1972 г., завършва химически факултет в Ниш, а през цялата си трудова кариера се занимава с частен бизнес. Била е председател на Общинския съвет в Босилеград от Сръбската прогресивна партия. През октомври 2019 г. е избрана за депутат в Народната скупщина от парламентарната група на Сръбската прогресивна партия.
По нейно предложение, на 1 март 2020 г. в сградата на Народната скупщина деца от ОУ „Георги Димитров“ (Босилеград) и Гимназията в Босилеград представят изложба на мартеници, ръчно изработени от тях. В изложбата участват и деца от Цариброд и село Иваново (Войводина).